# 村田吉隆
村田 吉隆（村田吉隆、むらた よしたか、1944年〈昭和19年〉7月30日 - ）は、日本の政治家、大蔵官僚。元衆議院議員（7期）。
労働大臣秘書官、国家公安委員会委員長（第71・72代）、内閣府特命担当大臣（防災担当）などを歴任。

## 来歴・人物

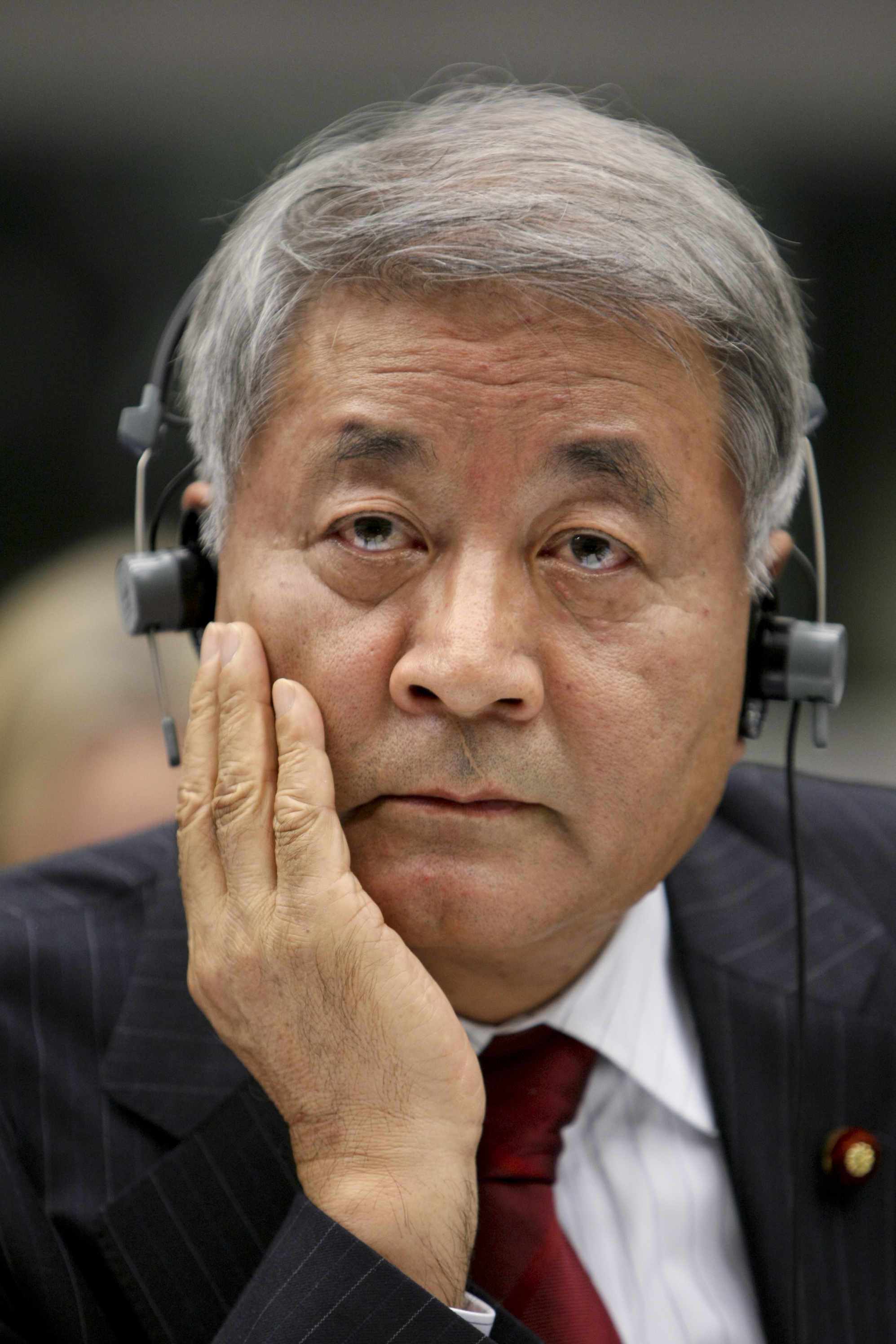
2011年、日本・EU議員会議準備会合にて

静岡県静岡市出身。静岡県立静岡高等学校卒業後、東京外国語大学外国語学部中国語学科へ進学するが、後に京都大学法学部に編入学。
1968年、京大法学部を卒業し大蔵省に入省した（配属先は国際金融局総務課）。同期には林正和（財務次官）、溝口善兵衛（島根県知事、財務官）らがいる。大蔵省では大臣官房文書課広報室長や東京国税局直税部長を務める。また大蔵省在職中、国費留学生でフランスに留学し、グルノーブル大学法律・経済学部大学院やフランス国立行政学院 (ENA) に通った。ENAの同期生にはフランスの元首相ローラン・ファビウスがいる。1974年6月から2年間、在中国大使館二等書記官として勤務、義父・藤井勝志が労働大臣に就任した際は大臣秘書官を務め、1986年6月の東京国税局直税部長を経て、大蔵省国際金融局調査課長を最後に1988年に退官した。
1990年、第39回衆議院議員総選挙に義父・藤井の地盤である旧岡山2区から無所属で出馬し、初当選。当選後、自由民主党の海部俊樹総裁から追加公認を受け、自民党に入党。小選挙区比例代表並立制導入後は岡山5区から出馬し小選挙区当選を重ねる。
2000年7月、第2次森内閣で大蔵総括政務次官（主に衆議院答弁、金融庁関係の担当）に就任。
2004年、第2次小泉改造内閣で国家公安委員会委員長兼内閣府特命担当大臣（防災担当）に就任し、初入閣。第3次小泉内閣でも再任。

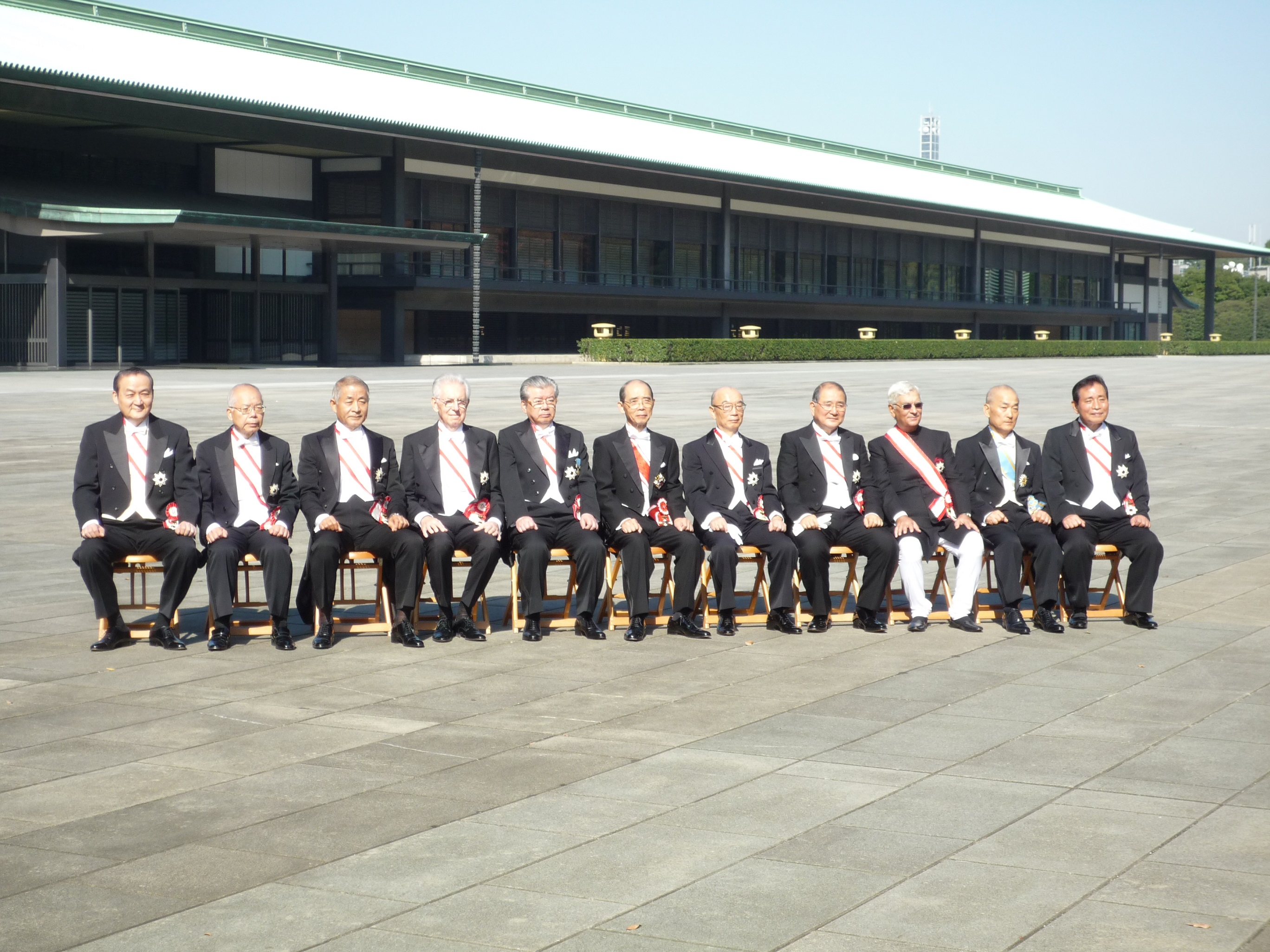
2015年11月5日、大綬章の親授式後の記念写真にて（左から3人目）

2009年の第45回衆議院議員総選挙では、コスタリカ方式により比例中国ブロック単独で出馬し、7選（岡山5区からは加藤六月の娘婿・加藤勝信が出馬し、当選）。
2012年11月、岡山5区での公認が内定していたが政界引退を表明した。これに伴い比例からの出馬が決まっていた加藤が5区から出馬することになった。
2015年11月、旭日大綬章受章。

## 政策
- 選択的夫婦別姓制度導入に反対[8]。
- たばこ税増税に反対[9]。

## 不祥事

### 暴力団関係者との癒着
村田は、1981年に大阪国税局調査部長に着任してから部落解放同盟幹部で山口組系暴力団元幹部で財団法人飛鳥会理事長の小西邦彦と知り合い、共に北新地のクラブを親しく飲み歩く仲となり、小西から選挙で全面支援を受け、その見返りとして飛鳥会に関する脱税告発を握り潰すなどの便宜を図っていた。この蜜月関係は2006年に小西が飛鳥会事件で逮捕されるまで続いたが、マスコミの取材に対して村田は「暴力団とつながりのある人とは知らなかった。解放同盟の有力者だからお付き合いした」「選挙で応援してくれた」と答えた。この他、小西が理事長を務める社会福祉法人「ともしび福祉会」の役員に村田の秘書が就任していたため、大阪府知事太田房江が2006年5月24日の大阪府議会で「暴力団を取り締まる国の責任者の秘書が暴力団とつながりのある団体の役員等に就任していたことをどう思うか」と質問を受けたこともある。

### 国会審議「デジカメ」事件
2009年1月13日、衆議院予算委員会において村田が無許可でデジタルカメラを持ち込み撮影したところ、その様子を菅直人らに発見され、委員長がカメラを没収する事態となった。
衆議院規則においては、委員会を撮影する場合は委員長の許可を要すると定めている。しかし、村田は同規則に違反しカメラを無届で持ち込み、委員会の審議を勝手に撮影していた。ところが、撮影に気づいた野党議員らが激しく抗議するなど混乱したため、委員会審議が一時中断する騒ぎとなった。衆議院予算委員長の衛藤征士郎が「委員長の許可なくしてカメラの撮影は厳禁いたします。なお、撮影したフィルムは、委員長が直ちに没収します。カメラを委員長のもとに、ここにお持ちください」と宣言し、国会法の秩序保持権に基づきカメラをその場で没収処分とした。
撮影した理由について、村田は「自分のホームページ用に撮影した」と釈明した。日本共産党の穀田恵二国会対策委員長は「委員会の開催中に与党の国対幹部が野党の行動を撮影するなど、前代未聞で論外だ」厳しく批判した。民主党は同日「盗撮的行為で容認できない」として、衆議院に対し村田の懲罰動議を提出した。

### 住専問題企業から多額の報酬
経済企画政務次官（1995年8月～1996年1月）を務めていた1996年1月9日、バブル崩壊後に多額の不良債権を抱え大きな社会問題となった住宅金融専門会社から600億円を超える多額の融資を受けて焦げつかせていた大阪市中央区南船場に本店を置く不動産会社「メイセー」（金田直己社長）の役員として、総額2000万円もの報酬を受け取っていたことが発覚した。同社は住宅分譲、ビルの建設・販売・賃貸などをしているとされ、第一勧業銀行などが母体の住宅ローンサービス、信託銀行7件を母体とする第一住宅金融と地銀生保住宅ローンの4社から600億円超の融資を受けていたが、バブル崩壊後の1994年4月末時点で、1千億円を超える負債と93億円余の欠損を抱えた。
村田は1989年4月に大蔵省を退官後、同年夏に同社役員に就任、翌1990年2月に衆議院議員に初当選している。
「関連会社等報告書」（1993年4月提出）によれば「同社非常勤取締役」、同報告書（1994年5月提出）では「同社顧問」となっており、同社の法人登記簿では1995年12月11日付で取締役を辞任したとされている。
村田を顧問に起用した理由について、同社長は、村田が影響力を持つ金融当局や国税方面への便宜を期待したものではなく、在中国日本大使館二等書記官という国際的な経歴を重視したものだと新聞取材にコメントしている。

## 家族・親族
労働大臣などを務めた藤井勝志は義父、元岡山市長・岡崎平夫は伯父に当たる。

## 所属していた団体・議員連盟
- 自由民主党たばこ特別委員会（委員長）[9]
- 日仏友好議員連盟
- 日本・アイスランド友好議員連盟
- 日本・EU議員連盟
- 日本・スロベニア友好議員連盟
- 日中友好議員連盟
- 日韓議員連盟
- 日越友好議員連盟
- 日加友好議員連盟
- 日本・AU議員連盟
- 外国人材交流推進議員連盟
- 神道政治連盟国会議員懇談会
- 日本会議国会議員懇談会